# GSC1455-869
GSC1455-869 — хімічно пекулярна зоря спектрального класу A3, що має видиму зоряну величину в смузі V приблизно 10,2.